# Careproctus atakamensis
Careproctus atakamensis és una espècie de peix pertanyent a la família dels lipàrids.

## Descripció
- Fa 4,7 cm de llargària màxima.[6]

## Hàbitat
És un peix marí i batidemersal que viu entre 2.710 i 3.080 m de fondària.

## Distribució geogràfica
Es troba al Pacífic sud-oriental.

## Observacions
És inofensiu per als humans.